# Aeroportul Néma
Aeroportul Néma (IATA: EMN, ICAO: GQNI) este un aeroport din Regiunea Hodh Ech Chargui, Mauritania ce deservește zona Néma. A fost numit după zona deservită.
Situat la o altitudine de 231 m, aeroportul dispune de o singură pistă.